# Лакшмипур
Лакшмипур (бенг. লক্ষ্মীপুর) — город и муниципалитет на юго-востоке Бангладеш, административный центр одноимённого округа. Расположен на берегах реки Рахматкхали. Муниципалитет был основан в 1976 году. Площадь города равна 16,88 км². По данным переписи 2001 года, в городе проживало 65 398 человек, из которых мужчины составляли 52,07 %, женщины — соответственно 47,93 %. Плотность населения равнялась 3874 чел. на 1 км². Уровень грамотности взрослого населения составлял 45,1 % (при среднем по Бангладеш показателе 43,1 %).